# 清岡長言

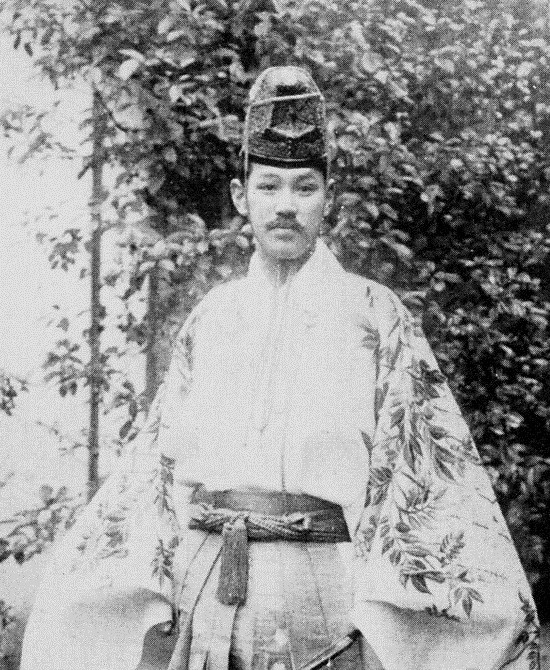
清岡長言

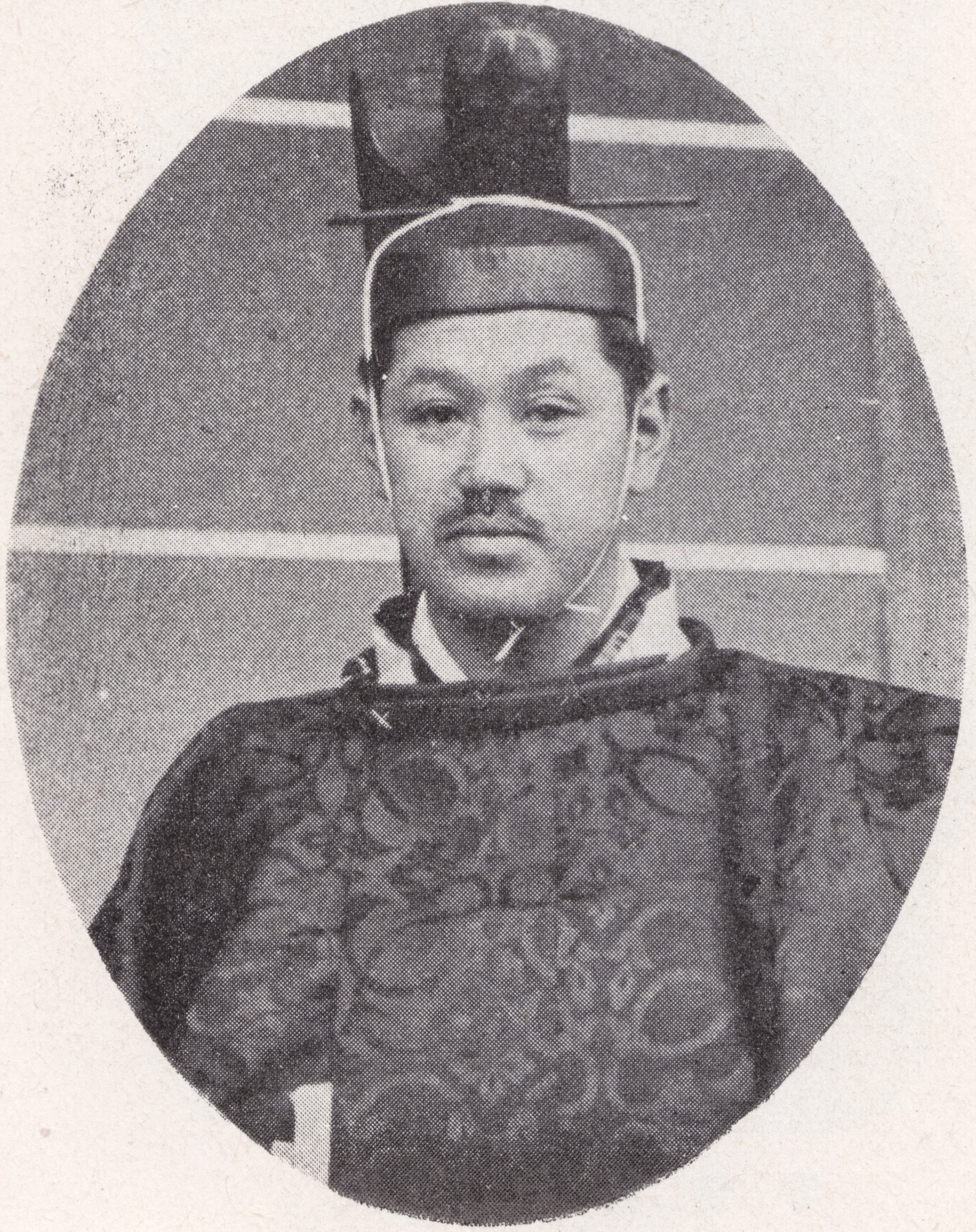
大正天皇即位大礼の典儀官時の清岡長言（1915年）

清岡 長言（きよおか ながこと、1875年〈明治8年〉2月3日 - 1963年〈昭和38年〉1月13日）は、明治後期から昭和期の教育者、政治家、華族。貴族院子爵議員。

## 経歴
東京府出身。子爵・清岡長延の息子として生まれる。父・長延の死去に伴い、1905年（明治38年）2月21日、家督を相続し子爵を襲爵した。
1907年（明治40年）以降、殿掌、掌典、歌御会始講頌御人数、同講頌、大礼使典儀官、宮内省衣紋講習会講師、菊花高等女学校長、菊花技芸女学校長、聖訓奉旨会長などを務めた。
1915年（大正4年）1月13日、補欠選挙で貴族院子爵議員に選出され、研究会に属して1947年（昭和22年）5月2日の貴族院廃止まで在任した。
1950年（昭和25年）10月19日には、京都在住旧堂上華族総代として昭和天皇に拝謁した

## 栄典
- 1914年（大正3年）06月20日 - 従四位[7]

## 家族
基本、『平成新修旧華族家系大成』上巻, p. 525を参照している。
- 父：清岡長延
  - 妹：六角為子 - 子爵六角玄通の妻[8]
- 妻：清岡峯子 - 唐橋在正三女
  - 長男：長和[9]
  - 長女：重子 - 日野西資忠の妻
  - 三女：純子 - 写真家